# Persone di nome Cornelius
| Questa pagina contiene informazioni ricavate automaticamente dalle voci biografiche con l'ausilio del template Bio e di un bot. L'aggiornamento è periodico e automatico e ricostruisce completamente la pagina. Se manca una persona in questa lista, sei pregato di non aggiungerla, ma accertati piuttosto che la sua voce biografica contenga il template Bio e che i dati anagrafici siano correttamente compilati. Se il template Bio manca, inseriscilo tu stesso o, in alternativa, metti l'avviso {{tmp\|Bio}} che ne segnala la mancanza. Se i dati riportati sono sbagliati, correggi direttamente la voce biografica; le modifiche saranno visibili in questa lista entro pochi giorni. Per chiarimenti vedi il progetto antroponimi. La lista contiene solo le 82 persone che sono citate nell'enciclopedia e per le quali è stato implementato correttamente il template Bio. Pagina aggiornata al 6 giu 2025. |

Questa è una lista di persone presenti nell'enciclopedia che hanno il nome Cornelius, suddivise per attività principale.

## Allenatori di calcio(4)
- Cornelius Huggins, allenatore di calcio e ex calciatore sanvincentino (Kingstown, n. 1974)
- Cor Kools, allenatore di calcio e calciatore olandese (Teteringen, n. 1907 - Breda, † 1985)
- Cees van Kooten, allenatore di calcio e calciatore olandese (Alblasserdam, n. 1948 - Deventer, † 2015)
- Cor Pot, allenatore di calcio e ex calciatore olandese (L'Aia, n. 1951)

## Allenatori di pallacanestro(1)
- Neil Cohalan, allenatore di pallacanestro statunitense (Bronx, n. 1906 - New York, † 1968)

## Altisti(2)
- Cornelius Johnson, altista statunitense (Los Angeles, n. 1913 - San Francisco, † 1946)
- Con Leahy, altista e triplista britannico (Cregane, n. 1880 - Manhattan, † 1921)

## Architetti(1)
- Cornelius Gurlitt, architetto tedesco (Nischwitz, n. 1850 - Dresda, † 1938)

## Arcivescovi vetero-cattolici(2)
- Cornelius Johannes Barchman Wuytiers, arcivescovo vetero-cattolico olandese (Utrecht, n. 1692 - Utrecht, † 1733)
- Cornelius van Steenoven, arcivescovo vetero-cattolico olandese (Amsterdam, n. 1661 - Leida, † 1725)

## Astisti(1)
- Cornelius Warmerdam, astista, allenatore di atletica leggera e allenatore di pallacanestro statunitense (Long Beach, n. 1915 - Fresno, † 2001)

## Astronomi(1)
- Cornelis Johannes van Houten, astronomo olandese (L'Aia, n. 1920 - † 2002)

## Attori(3)
- Neil Brown Jr., attore statunitense (Orlando, n. 1980)
- Chevy Chase, attore, comico e cabarettista statunitense (New York, n. 1943)
- Cornelius Smith Jr., attore statunitense (San Diego, n. 1982)

## Botanici(1)
- Cornelius Osten, botanico tedesco (Brema, n. 1863 - Montevideo, † 1936)

## Calciatori(8)
- Kees Bekker, calciatore olandese (Breda, n. 1883 - † 1964)
- Cornell Glen, ex calciatore trinidadiano (Diego Martin, n. 1980)
- Cornelius Hoffmann, calciatore austriaco (n. 1881)
- Kees van Ierssel, ex calciatore olandese (Breda, n. 1945)
- Kees Krijgh, ex calciatore olandese ('s-Hertogenbosch, n. 1950)
- Con Martin, calciatore irlandese (Rush, n. 1923 - † 2013)
- Cornelius Stewart, calciatore sanvincentino (Kingstown, n. 1989)
- Con Sullivan, calciatore inglese (Bristol, n. 1928 - Bristol, † 2022)

## Cantanti(1)
- Cornelius Jakhelln, cantante, poeta e scrittore norvegese (Oslo, n. 1977)

## Cantautori(1)
- Neil Finn, cantautore e polistrumentista neozelandese (Te Awamutu, n. 1958)

## Cantori(1)
- Cornelius Canis, cantore e compositore fiammingo (Gand - Praga, † 1561)

## Cardinali(1)
- Cornelius Sim, cardinale e vescovo cattolico bruneiano (Seria, n. 1951 - Taoyuan, † 2021)

## Cestisti(7)
- Cornelius Adler, ex cestista tedesco (Braunschweig, n. 1989)
- Cornelius Cash, ex cestista statunitense (Macon, n. 1952)
- Connie Hawkins, cestista statunitense (Brooklyn, n. 1942 - Phoenix, † 2017)
- Scooter McFadgon, ex cestista statunitense (Memphis, n. 1982)
- Connie Simmons, cestista statunitense (Newark, n. 1925 - New York, † 1989)
- Jay Taylor, cestista statunitense (Aurora, n. 1967 - Aurora, † 1998)
- Corny Thompson, ex cestista e allenatore di pallacanestro statunitense (Middletown, n. 1960)

## Ciclisti su strada(1)
- Cees Bal, ex ciclista su strada e pistard olandese (Borsele, n. 1951)

## Circensi(1)
- Con Colleano, circense australiano (n. 1899 - † 1973)

## Compositori(1)
- Cornelius Cardew, compositore britannico (Winchcombe, n. 1936 - Londra, † 1981)

## Criminali(1)
- Cornelius Hughes, criminale statunitense (Revere, † 1966)

## Diplomatici(1)
- Cornelius Haga, diplomatico olandese (Schiedam, n. 1578 - L'Aia, † 1654)

## Direttori d'orchestra(1)
- Cornelius Meister, direttore d'orchestra e pianista tedesco (Hannover, n. 1980)

## Drammaturghi(1)
- Cornelius Hermann von Ayrenhoff, drammaturgo austriaco (Vienna, n. 1733 - Vienna, † 1819)

## Filosofi(1)
- Cornelius Castoriadis, filosofo, sociologo e economista greco (Istanbul, n. 1922 - Parigi, † 1997)

## Fotografi(1)
- Cornelius Jabez Hughes, fotografo e scrittore britannico (Westminster, n. 1819 - Ryde, † 1884)

## Giocatori di baseball(1)
- Connie Mack, giocatore di baseball e allenatore di baseball statunitense (East Brookfield, n. 1862 - Filadelfia, † 1956)

## Giocatori di football americano(6)
- Cornelius Bennett, ex giocatore di football americano statunitense (Birmingham, n. 1965)
- Cornelius Johnson, giocatore di football americano statunitense (Richmond, n. 1943 - † 2017)
- Cornelius Kinchen, giocatore di football americano statunitense
- Cornelius Lucas, giocatore di football americano statunitense (New Orleans, n. 1991)
- Cornelius Washington, giocatore di football americano statunitense (Hephzibah, n. 1989)
- Cornelius Wortham, ex giocatore di football americano statunitense (Calhoun City, n. 1982)

## Giornalisti(2)
- Cornelius Ryan, giornalista, scrittore e storico irlandese (Dublino, n. 1920 - New York, † 1974)
- Neil Sheehan, giornalista e scrittore statunitense (Holyoke, n. 1936 - Washington, † 2021)

## Imprenditori(3)
- Cornelius Roosevelt, imprenditore statunitense (New York, n. 1794 - New York, † 1871)
- Cornelius Vanderbilt II, imprenditore statunitense (n. 1843 - † 1899)
- Cornelius Vanderbilt, imprenditore statunitense (Staten Island, n. 1794 - New York, † 1877)

## Inventori(1)
- Cornelius Drebbel, inventore e alchimista olandese (Alkmaar, n. 1572 - Londra, † 1633)

## Lunghisti(1)
- Corrie Gardner, lunghista, ostacolista e giocatore di football australiano australiano (Melbourne, n. 1879 - Melbourne, † 1960)

## Martellisti(1)
- Con Walsh, martellista canadese (Carriganimma, n. 1885 - Seattle, † 1961)

## Matematici(1)
- Cornelius Lanczos, matematico e fisico ungherese (Székesfehérvár, n. 1893 - Budapest, † 1974)

## Mezzofondisti(1)
- Cornelius Kemboi, mezzofondista keniano (n. 2000)

## Pallanuotisti(1)
- Cor Braasem, pallanuotista e allenatore di pallanuoto olandese (Soemoeran, n. 1923 - Alicante, † 2009)

## Pirati(1)
- Cornelius Essex, pirata inglese (Inghilterra - New York, † 1682)

## Pittori(2)
- Cornelius Krieghoff, pittore olandese (Amsterdam, n. 1815 - Chicago, † 1872)
- Cornelius Johannes van der Aa, pittore olandese (n. 1883 - † 1950)

## Politici(5)
- Cornelius Kingsland Garrison, politico statunitense (Contea di Orange, n. 1809 - New York, † 1885)
- Connie Mack IV, politico statunitense (Fort Myers, n. 1967)
- Cornelius Alvin Smith, politico bahamense (Long Island, n. 1937)
- Cornelius Van Steenwyck, politico olandese (Haarlem, n. 1626 - New York, † 1684)
- Cornelius Van Wyck Lawrence, politico statunitense (Flushing, n. 1791 - Flushing, † 1861)

## Presbiteri(2)
- Cornelius Burges, presbitero inglese (Somerset, n. 1589 - † 1665)
- Cornelius Horan, presbitero irlandese (Knockeenahone, n. 1947)

## Pugili(2)
- Cornelius Boza-Edwards, ex pugile e allenatore di pugilato ugandese (Kampala, n. 1956)
- Corrie Sanders, pugile sudafricano (Pretoria, n. 1966 - Pretoria, † 2012)

## Rugbisti a 15(2)
- Corné Krige, ex rugbista a 15 zambiano (Lusaka, n. 1975)
- Nelie Smith, rugbista a 15 e allenatore di rugby a 15 sudafricano (Bloemfontein, n. 1934 - Città del Capo, † 2016)

## Scrittori(1)
- Cornelius Shea, scrittore e sceneggiatore statunitense (Staten Island, n. 1863 - † 1952)

## Tiratori a segno(1)
- Cornelius van Oyen, tiratore a segno tedesco (n. 1886 - Berlino, † 1954)

## Vescovi cattolici(2)
- Cornelius Chitsulo, vescovo cattolico malawiano (Mua, n. 1909 - Dedza, † 1984)
- Cornelius Schilder, vescovo cattolico e missionario olandese (Westwoud, n. 1941)

## Vescovi vetero-cattolici(1)
- Cornelius Diependaal, vescovo vetero-cattolico olandese (Egmond aan Zee, n. 1829 - Schiedam, † 1893)

## Senza attività specificata(1)
- Connie Mack III, ex politico statunitense (Filadelfia, n. 1940)